# Carl von Hasenauer

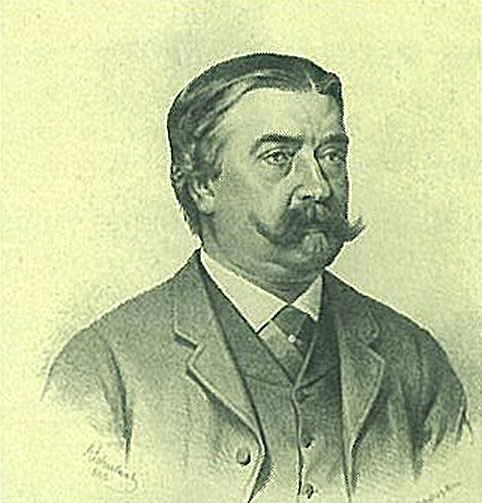
Carl von Hasenauer.

Carl von Hasenauer, född 20 juli 1833 i Wien, död där 4 januari 1894, var en österrikisk arkitekt. 
Hasenauer erhöll sin första undervisning i Braunschweig, studerade i Wien 1850–1855, i synnerhet under Eduard van der Nüll, samt på resor i Frankrike, Italien, Nederländerna och England. Sedan han vunnit ett par priser, ett i tävlan för operahuset i Wien och ett andra pris för domfasaden i Florens, slog han sig ned i Wien. 
Han fullföljde efter Gottfried Sempers och egna ritningar tre storverk i det nya Wien, nämligen museibyggnaderna (1872–1886), Burgteatern och det nya kejserliga palatset. Hasenauer byggde även jaktslottet i Thiergarten vid Lainz, Lützows palats i Wien med mera.
Hans konst var mera prunkande än djup, framför allt var han en glänsande dekoratör. Han upphöjdes 1873 i friherrligt stånd. Från 1884 var han lärare vid Wiens konstakademi.